# Frasin (okręg Dolj)
Frasin – wieś w Rumunii, w okręgu Dolj, w gminie Pleșoi. W 2011 roku liczyła 79 mieszkańców.